# World Series of Darts
World Series of Darts je série turnajů v šipkách pořádaná organizací Professional Darts Corporation. Od roku 2013 se skládá ze dvou až sedmi turnajů konaných po celém světě, kterých se účastní nejlepší hráči PDC společně s místními hráči ve vyřazovacím formátu.
Od roku 2015 se koná také finálový turnaj, kterého se účastní 8 nejlepších hráčů a dalších 16 hráčů, část z nich je pozvána organizací PDC, další se mohou zúčastnit díky kvalifikaci. Finále se do roku 2019 konalo v listopadu, v roce 2020 bylo přesunuto na září a další rok na říjen. První 3 ročníky se odehrály v Glasgow, v roce 2018 se turnaj přesunul do rakouské Vídně a v roce 2019 do Amsterdamu. V roce 2020 se hrálo opět v Rakousku, tentokrát ale v Salcburku, další rok se turnaj vrátil do Amsterdamu.

## Historie
Série odstartovala v roce 2013 turnajem Dubai Duty Free Darts Masters. Cílem nové série bylo zpropagovat šipky po celém světě. Později v tomto roce se konal druhý turnaj Sydney Darts Masters, kterého se kromě 8 nejlepších hráčů PDC účastnilo také 8 hráčů z Austrálie a Nového Zélandu. V roce 2014 byly přidány turnaje v Singapuru a Perthu.
V roce 2015 se hrálo navíc v Jokohamě a v Aucklandu, poprvé se také konal finálový turnaj. Další rok nahradilo Jokohamu Tokio a navíc se hrálo v Šanghaji.
V roce 2017 se turnaj přesunul ze Sydney do Melbourne a nově se hrálo v Las Vegas a v Düsseldorfu. Následující rok se v Německu hrálo v Gelsenkirchen a v Austrálii Perth nahradilo Brisbane, naopak z kalendáře poprvé vypadla Dubaj. Navíc Vídeň nahradila Glasgow v pořádání závěrečného turnaje.
V roce 2019 se opět měnilo místo konání turnaje v Německu, tentokrát se hrálo v Kolíně nad Rýnem. Lokalita se upravila i na Novém Zélandu, Auckland nahradilo město Hamilton, z kalendáře vypadla Šanghaj. Finále se tentokrát konalo v Amsterdamu.
V roce 2020 se mělo poprvé hrát v Kodani, turnaje v Austrálii se měly přesunout do Wollongongu a Townsville a finále se mělo hrát v Salcburku. Kvůli pandemii se ale odehrál pouze finálový turnaj.
Turnaj US Darts Masters se v roce 2022 přesunul do New Yorku.

## Turnaje
Od roku 2013 série navštívila 10 zemí.
| Turnaj                        | Místo | Poprvé | Naposledy | Poslední vítěz     |
| ----------------------------- | --- | ------ | --------- | ------------------ |
| Dubai Duty Free Darts Masters | Dubai Tennis Centre | 2013   | 2017      | Gary Anderson      |
| Sydney Darts Masters          | Luna Park (2013) Hordern Pavilion (2014) Qantas Credit Union Arena (2015) The Star (2016)                                                 | 2013   | 2016      | Phil Taylor        |
| Singapore Darts Masters       | Singapore Indoor Stadium | 2014   | 2014      | Michael van Gerwen |
| Perth Darts Masters           | HBF Stadium (2014–2015, 2017) Perth Convention and Exhibition Centre (2016)                                                               | 2014   | 2017      | Gary Anderson      |
| Japan/Tokyo Darts Masters     | Osanbashi Hall, Jokohama (2015) Yoyogi National Gymnasium (2016)                                                                          | 2015   | 2016      | Gary Anderson      |
| Auckland Darts Masters        | The Trusts Arena | 2015   | 2018      | Michael van Gerwen |
| Shanghai Darts Masters        | Pullman Hotel Shanghai South | 2016   | 2018      | Michael Smith      |
| US Darts Masters              | Tropicana Las Vegas (2017) Mandalay Bay, Las Vegas (2018–2019) Hulu Theater, New York (2022–)                                             | 2017   | 2024      | Rob Cross          |
| Melbourne Darts Masters       | Hisense Arena | 2017   | 2019      | Michael van Gerwen |
| German Darts Masters          | Castello Arena, Düsseldorf (2017) Veltins-Arena, Gelsenkirchen (2018) Lanxess Arena, Kolín nad Rýnem (2019)                               | 2017   | 2019      | Peter Wright       |
| Brisbane Darts Masters        | Brisbane Convention & Exhibition Centre                                                                                                   | 2018   | 2019      | Damon Heta         |
| New Zealand Darts Masters     | Globox Arena, Hamilton | 2019   | 2024      | Luke Humphries     |
| Nordic Darts Masters          | Forum Copenhagen | 2021   | 2024      | Gerwyn Price       |
| Dutch Darts Masters           | Ziggo Dome, Amsterdam (2022) Maaspoort, Den Bosch (2024)                                                                                  | 2022   | 2024      | Michael van Gerwen |
| Queensland Darts Masters      | Townsville Entertainment & Convention Centre                                                                                              | 2022   | 2022      | Michael van Gerwen |
| New South Wales Darts Masters | WIN Entertainment Centre, Wollongong | 2022   | 2023      | Rob Cross          |
| Bahrain Darts Masters         | Bahrain International Circuit, Sachír | 2023   | 2024      | Luke Littler       |
| Poland Darts Masters          | Arena COS Torwar, Varšava | 2023   | 2024      | Luke Littler       |
| Australian Darts Masters      | WIN Entertainment Centre, Wollongong | 2024   | 2024      | Gerwyn Price       |
| World Series of Darts Finals  | Braehead Arena, Glasgow (2015–2017) Multiversum Schwechat, Vídeň (2018) AFAS Live, Amsterdam (2019, 2021–) Salzburgarena, Salcburk (2020) | 2015   | 2024      | Michael van Gerwen |

## Seznam finálových zápasů
| Rok  | Číslo  | Datum                  | Turnaj                       | Vítěz                       | Legy  | Finalista                      | Místo konání                                               |
| ---- | ------ | ---------------------- | ---------------------------- | --------------------------- | ----- | ------------------------------ | ---------------------------------------------------------- |
| 2013 | 1      | 23.–24. května         | Dubai Masters                | Michael van Gerwen          | 11–7  | Raymond van Barneveld          | Dubai Tennis Centre                                        |
| 2013 | 2      | 29.–31. srpna          | Sydney Masters               | Phil Taylor                 | 10–3  | Michael van Gerwen             | Luna Park                                                  |
| 2014 | 1      | 29.–30. května         | Dubai Masters                | Michael van Gerwen          | 11–7  | Peter Wright                   | Dubai Tennis Centre                                        |
| 2014 | 2      | 15.–16. srpna          | Singapore Masters            | Michael van Gerwen          | 11–8  | Simon Whitlock                 | Singapore Indoor Stadium                                   |
| 2014 | 3      | 22.–24. srpna          | Perth Masters                | Phil Taylor                 | 11–9  | Michael van Gerwen             | HBF Stadium                                                |
| 2014 | 4      | 28.–30. srpna          | Sydney Masters               | Phil Taylor                 | 11–3  | Stephen Bunting                | Hordern Pavilion                                           |
| 2015 | 1      | 28.–29. května         | Dubai Masters                | Michael van Gerwen          | 11–8  | Phil Taylor                    | Dubai Tennis Centre                                        |
| 2015 | 2      | 27.–28. června         | Japan Masters                | Phil Taylor                 | 8–7   | Peter Wright                   | Osanbashi Hall, Jokohama                                   |
| 2015 | 3      | 14.–16. srpna          | Perth Masters                | Phil Taylor                 | 11–7  | James Wade                     | HBF Stadium                                                |
| 2015 | 4      | 20.–22. srpna          | Sydney Masters               | Phil Taylor                 | 11–3  | Adrian Lewis                   | Qantas Credit Union Arena                                  |
| 2015 | 5      | 28.–30. srpna          | Auckland Masters             | Adrian Lewis                | 11–10 | Raymond van Barneveld          | The Trusts Arena                                           |
| 2015 | Finále | 21.–22. listopadu      | World Series of Darts Finals | Michael van Gerwen (106,60) | 11–10 | Peter Wright (106,40)          | Braehead Arena, Glasgow                                    |
| 2016 | 1      | 26.–27. května         | Dubai Masters                | Gary Anderson               | 11–9  | Michael van Gerwen             | Dubai Tennis Centre                                        |
| 2016 | 2      | 17.–19. června         | Auckland Masters             | Gary Anderson               | 11–7  | Adrian Lewis                   | The Trusts Arena                                           |
| 2016 | 3      | 25.–26. června         | Shanghai Masters             | Michael van Gerwen          | 8–3   | James Wade                     | Pullman Hotel                                              |
| 2016 | 4      | 6.–7. července         | Tokyo Masters                | Gary Anderson               | 8–6   | Michael van Gerwen             | Yoyogi National Gymnasium                                  |
| 2016 | 5      | 18.–20. srpna          | Sydney Masters               | Phil Taylor                 | 11–9  | Michael van Gerwen             | The Star                                                   |
| 2016 | 6      | 25.–27. srpna          | Perth Masters                | Michael van Gerwen          | 11–4  | Dave Chisnall                  | Perth Convention and Exhibition Centre                     |
| 2016 | Finále | 5.–6. listopadu        | World Series of Darts Finals | Michael van Gerwen (101,18) | 11–9  | Peter Wright (99,63)           | Braehead Arena, Glasgow                                    |
| 2017 | 1      | 24.–25. května         | Dubai Masters                | Gary Anderson               | 11–7  | Michael van Gerwen             | Dubai Tennis Centre                                        |
| 2017 | 2      | 6.–7. července         | Shanghai Masters             | Michael van Gerwen          | 8–0   | Dave Chisnall                  | Pullman Hotel                                              |
| 2017 | 3      | 14.–15. července       | US Masters                   | Michael van Gerwen          | 8–6   | Daryl Gurney                   | Tropicana Las Vegas                                        |
| 2017 | 4      | 11.–13. srpna          | Auckland Masters             | Kyle Anderson               | 11–10 | Corey Cadby                    | The Trusts Arena                                           |
| 2017 | 5      | 18.–20. srpna          | Melbourne Masters            | Phil Taylor                 | 11–8  | Peter Wright                   | Hisense Arena                                              |
| 2017 | 6      | 25.–27. srpna          | Perth Masters                | Gary Anderson               | 11–7  | Raymond van Barneveld          | HBF Stadium                                                |
| 2017 | 7      | 21.–22. října          | German Masters               | Peter Wright                | 11–4  | Phil Taylor                    | Castello Arena, Düsseldorf                                 |
| 2017 | Finále | 3.–5. listopadu        | World Series of Darts Finals | Michael van Gerwen (103,30) | 11–6  | Gary Anderson (100,68)         | Braehead Arena, Glasgow                                    |
| 2018 | 1      | 25. května             | German Masters               | Mensur Suljović             | 8–2   | Dimitri Van den Bergh          | Veltins-Arena, Gelsenkirchen                               |
| 2018 | 2      | 6.–7. července         | US Masters                   | Gary Anderson               | 8–4   | Rob Cross                      | Mandalay Bay, Las Vegas                                    |
| 2018 | 3      | 13.–14. července       | Shanghai Masters             | Michael Smith               | 8–2   | Rob Cross                      | Pullman Hotel                                              |
| 2018 | 4      | 3.–5. srpna            | Auckland Masters             | Michael van Gerwen          | 11–4  | Raymond van Barneveld          | The Trusts Arena                                           |
| 2018 | 5      | 10.–12. srpna          | Melbourne Masters            | Peter Wright                | 11–8  | Michael Smith                  | Hisense Arena                                              |
| 2018 | 6      | 17.–19. srpna          | Brisbane Masters             | Rob Cross                   | 11–6  | Michael van Gerwen             | Brisbane Convention & Exhibition Centre                    |
| 2018 | Finále | 2.–4. listopadu        | World Series of Darts Finals | James Wade (97,00)          | 11–10 | Michael Smith (99,09)          | Multiversum Schwechat, Vídeň                               |
| 2019 | 1      | 4.–5. července         | US Masters                   | Nathan Aspinall             | 8–4   | Michael Smith                  | Mandalay Bay, Las Vegas                                    |
| 2019 | 2      | 12.–13. července       | German Masters               | Peter Wright                | 8–6   | Gabriel Clemens                | LANXESS arena, Kolín nad Rýnem                             |
| 2019 | 3      | 9.–10. srpna           | Brisbane Masters             | Damon Heta                  | 8–7   | Rob Cross                      | Brisbane Convention & Exhibition Centre                    |
| 2019 | 4      | 16.–17. srpna          | Melbourne Masters            | Michael van Gerwen          | 8–3   | Daryl Gurney                   | Melbourne Arena                                            |
| 2019 | 5      | 23.–24. srpna          | New Zealand Masters          | Michael van Gerwen          | 8–1   | Raymond van Barneveld          | Claudelands Arena, Hamilton                                |
| 2019 | Finále | 1.–3. listopadu        | World Series of Darts Finals | Michael van Gerwen (96,76)  | 11–2  | Danny Noppert (89,37)          | AFAS Live, Amsterdam                                       |
| 2020 | Finále | 18.–20. září           | World Series of Darts Finals | Gerwyn Price (96,21)        | 11–9  | Rob Cross (94,22)              | Salzburgarena, Salcburk                                    |
| 2021 | 1      | 17.–18. září           | Nordic Masters               | Michael van Gerwen          | 11–7  | Fallon Sherrock                | Forum Copenhagen, Kodaň                                    |
| 2021 | Finále | 29.–31. říjen          | World Series of Darts Finals | Jonny Clayton (101,63)      | 11–6  | Dimitri Van den Bergh (101,95) | AFAS Live, Amsterdam                                       |
| 2022 | 1      | 3.–4. června           | US Masters                   | Michael Smith               | 8–4   | Michael van Gerwen             | Hulu Theater, New York                                     |
| 2022 | 2      | 10.–11. června         | Nordic Masters               | Dimitri Van den Bergh       | 11–5  | Gary Anderson                  | Forum Copenhagen, Kodaň                                    |
| 2022 | 3      | 24.–25. června         | Dutch Masters                | Dimitri Van den Bergh       | 8–2   | Dirk van Duijvenbode           | Ziggo Dome, Amsterdam                                      |
| 2022 | 4      | 12.–13. srpna          | Queensland Masters           | Michael van Gerwen          | 8–5   | Gerwyn Price                   | Townsville Entertainment and Convention Centre, Townsville |
| 2022 | 5      | 19.–20. srpna          | New South Wales Masters      | Jonny Clayton               | 8–1   | James Wade                     | WIN Entertainment Centre, Wollongong                       |
| 2022 | 6      | 26.–27. srpna          | New Zealand Masters          | Gerwyn Price                | 8–4   | Jonny Clayton                  | Globox Arena, Hamilton                                     |
| 2022 | Finále | 16.–18. září           | World Series of Darts Finals | Gerwyn Price (100,14)       | 11–10 | Dirk van Duijvenbode (97,69)   | AFAS Live, Amsterdam                                       |
| 2023 | 1      | 12.–13. ledna          | Bahrain Masters              | Michael Smith               | 8–6   | Gerwyn Price                   | Bahrain International Circuit, Sachír                      |
| 2023 | 2      | 20.–21. ledna          | Nordic Masters               | Peter Wright                | 11–5  | Gerwyn Price                   | Forum Copenhagen, Kodaň                                    |
| 2023 | 3      | 2.–3. června           | US Masters                   | Michael van Gerwen          | 8–0   | Jeff Smith                     | Hulu Theater, New York                                     |
| 2023 | 4      | 7.–8. července         | Poland Masters               | Michael van Gerwen          | 8–3   | Dimitri Van den Bergh          | Arena COS Torwar, Varšava                                  |
| 2023 | 5      | 4.–5. srpna            | New Zealand Masters          | Rob Cross                   | 8–7   | Nathan Aspinall                | Globox Arena, Hamilton                                     |
| 2023 | 6      | 11.–12. srpna          | New South Wales Masters      | Rob Cross                   | 8–1   | Damon Heta                     | WIN Entertainment Centre, Wollongong                       |
| 2023 | Finále | 15.–17. září           | World Series of Darts Finals | Michael van Gerwen (96,16)  | 11–4  | Nathan Aspinall (83,57)        | AFAS Live, Amsterdam                                       |
| 2024 | 1      | 18.–19. ledna          | Bahrain Masters              | Luke Littler                | 8–5   | Michael van Gerwen             | Bahrain International Circuit, Sachír                      |
| 2024 | 2      | 26.–27. ledna          | Dutch Masters                | Michael van Gerwen          | 8–6   | Luke Littler                   | Maaspoort, Den Bosch                                       |
| 2024 | 3      | 31. května – 2. června | US Masters                   | Rob Cross                   | 8–7   | Gerwyn Price                   | Hulu Theater, New York                                     |
| 2024 | 4      | 7.–8. června           | Nordic Masters               | Gerwyn Price                | 8–5   | Rob Cross                      | Forum Copenhagen, Kodaň                                    |
| 2024 | 5      | 14.–15. června         | Poland Masters               | Luke Littler                | 8–3   | Rob Cross                      | Prezero Arena Gliwice, Gliwice                             |
| 2024 | 6      | 9.–10. srpna           | Australian Masters           | Gerwyn Price                | 8–1   | Luke Littler                   | WIN Entertainment Centre, Wollongong                       |
| 2024 | 7      | 16.–17. srpna          | New Zealand Masters          | Luke Humphries              | 8–2   | Damon Heta                     | Globox Arena, Hamilton                                     |
| 2024 | Finále | 13.–15. září           | World Series of Darts Finals | Luke Littler                | 11–4  | Michael Smith                  | AFAS Live, Amsterdam                                       |

## Rekordy a statistiky

### Počet účastí ve finále
| Pořadí | Hráč                  | Vítězství | Finalista | Finále celkem |
| ------ | --------------------- | --------- | --------- | ------------- |
| 1      | Michael van Gerwen    | 21 (5)    | 9         | 30            |
| 2      | Phil Taylor           | 8         | 2         | 10            |
| 3      | Gary Anderson         | 6         | 2 (1)     | 8             |
| 4      | Gerwyn Price          | 5 (2)     | 4         | 9             |
| 5      | Rob Cross             | 4         | 6 (1)     | 10            |
| 6      | Peter Wright          | 4         | 5 (2)     | 9             |
| 7      | Michael Smith         | 3         | 4 (2)     | 7             |
| 8      | Luke Littler          | 3 (1)     | 2         | 5             |
| 9      | Dimitri Van den Bergh | 2         | 3 (1)     | 5             |
| 10     | Jonny Clayton         | 2 (1)     | 1         | 3             |
| 11     | James Wade            | 1 (1)     | 3         | 4             |
| 12     | Nathan Aspinall       | 1         | 2 (1)     | 3             |
| 12     | Damon Heta            | 1         | 2         | 3             |
| 12     | Adrian Lewis          | 1         | 2         | 3             |
| 15     | Kyle Anderson         | 1         | 0         | 1             |
| 15     | Luke Humphries        | 1         | 0         | 1             |
| 15     | Mensur Suljović       | 1         | 0         | 1             |
| 18     | Raymond van Barneveld | 0         | 5         | 5             |
| 19     | Dave Chisnall         | 0         | 2         | 2             |
| 19     | Dirk van Duijvenbode  | 0         | 2 (1)     | 2             |
| 19     | Daryl Gurney          | 0         | 2         | 2             |
| 22     | Stephen Bunting       | 0         | 1         | 1             |
| 22     | Corey Cadby           | 0         | 1         | 1             |
| 22     | Gabriel Clemens       | 0         | 1         | 1             |
| 22     | Danny Noppert         | 0         | 1 (1)     | 1             |
| 22     | Fallon Sherrock       | 0         | 1         | 1             |
| 22     | Jeff Smith            | 0         | 1         | 1             |
| 22     | Simon Whitlock        | 0         | 1         | 1             |

### Nejvyšší průměry (finálový turnaj)
| Deset nejvyšších průměrů v jednom zápasu | Deset nejvyšších průměrů v jednom zápasu | Deset nejvyšších průměrů v jednom zápasu | Deset nejvyšších průměrů v jednom zápasu | Deset nejvyšších průměrů v jednom zápasu |
| Průměr                                   | Hráč                                     | Rok (+ kolo)                             | Soupeř                                   | Výsledek                                 |
| ---------------------------------------- | ---------------------------------------- | ---------------------------------------- | ---------------------------------------- | ---------------------------------------- |
| 115,62                                   | Mervyn King                              | 2021, 1. kolo                            | James Wade                               | 6–0                                      |
| 112,94                                   | Dave Chisnall                            | 2016, 2. kolo                            | Kim Huybrechts                           | 6–4                                      |
| 109,82                                   | Jamie Lewis                              | 2018, 1. kolo                            | Dimitri Van den Bergh                    | 10–6                                     |
| 109,71                                   | Michael van Gerwen                       | 2016, čtvrtfinále                        | Simon Whitlock                           | 10–0                                     |
| 108,83                                   | Michael van Gerwen                       | 2017, čtvrtfinále                        | Rob Cross                                | 10–4                                     |
| 108,69                                   | Michael van Gerwen                       | 2016, semifinále                         | Dave Chisnall                            | 11–3                                     |
| 108,10                                   | Peter Wright                             | 2020, semifinále                         | Gerwyn Price                             | 6–11                                     |
| 108,00                                   | Michael van Gerwen                       | 2015, semifinále                         | Adrian Lewis                             | 11–5                                     |
| 107,40                                   | Michael Smith                            | 2022, 2. kolo                            | Peter Wright                             | 6–4                                      |
| 107,34                                   | Phil Taylor                              | 2016, semifinále                         | Peter Wright                             | 10–11                                    |

| Pět nejvyšších průměrů, které nestačily na vítězství | Pět nejvyšších průměrů, které nestačily na vítězství | Pět nejvyšších průměrů, které nestačily na vítězství | Pět nejvyšších průměrů, které nestačily na vítězství | Pět nejvyšších průměrů, které nestačily na vítězství |
| Průměr                                               | Hráč                                                 | Rok (+ kolo)                                         | Soupeř                                               | Výsledek                                             |
| ---------------------------------------------------- | ---------------------------------------------------- | ---------------------------------------------------- | ---------------------------------------------------- | ---------------------------------------------------- |
| 108,10                                               | Peter Wright                                         | 2020, semifinále                                     | Gerwyn Price                                         | 6–11                                                 |
| 107,34                                               | Phil Taylor                                          | 2016, semifinále                                     | Peter Wright                                         | 10–11                                                |
| 106,40                                               | Peter Wright                                         | 2015, finále                                         | Michael van Gerwen                                   | 10–11                                                |
| 104,10                                               | Phil Taylor                                          | 2015, semifinále                                     | Peter Wright                                         | 9–11                                                 |
| 103,59                                               | Kim Huybrechts                                       | 2016, 2. kolo                                        | Dave Chisnall                                        | 4–6                                                  |
| 103,59                                               | Michael van Gerwen                                   | 2018, čtvrtfinále                                    | Raymond van Barneveld                                | 8–10                                                 |